# Beausale
Beausale – wieś w Anglii, w hrabstwie Warwickshire. Leży 8 km na północny zachód od miasta Warwick i 140 km na północny zachód od Londynu.